# Atractomorpha aberrans
Atractomorpha aberrans är en insektsart som beskrevs av Karsch 1888. Atractomorpha aberrans ingår i släktet Atractomorpha och familjen Pyrgomorphidae. Inga underarter finns listade i Catalogue of Life.